# Coiffe (astronautique)
Pour les articles homonymes, voir Coiffe.

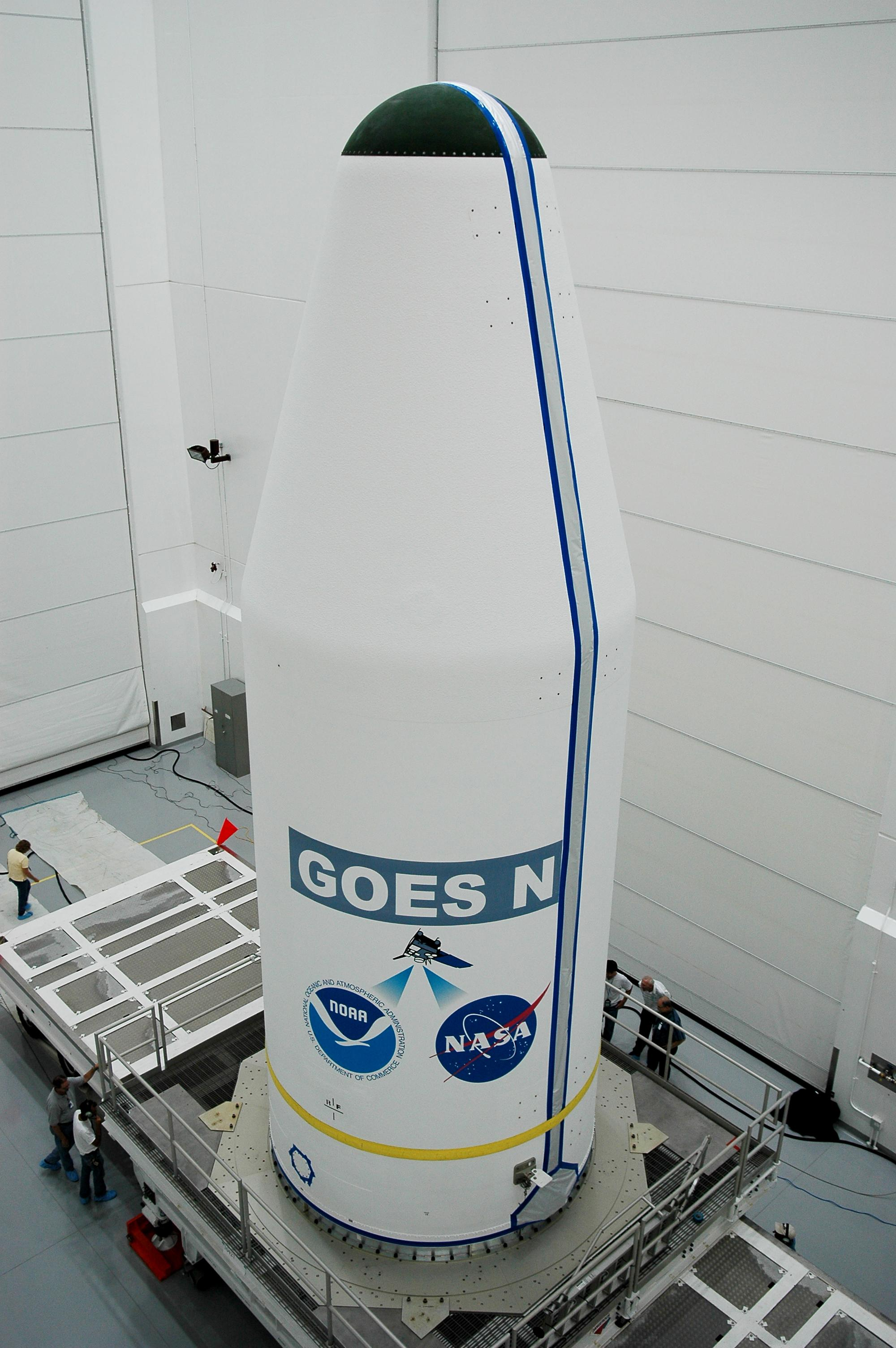
Coiffe d'une fusée Delta IV Medium+ 4.2 le 7 juin 2005.

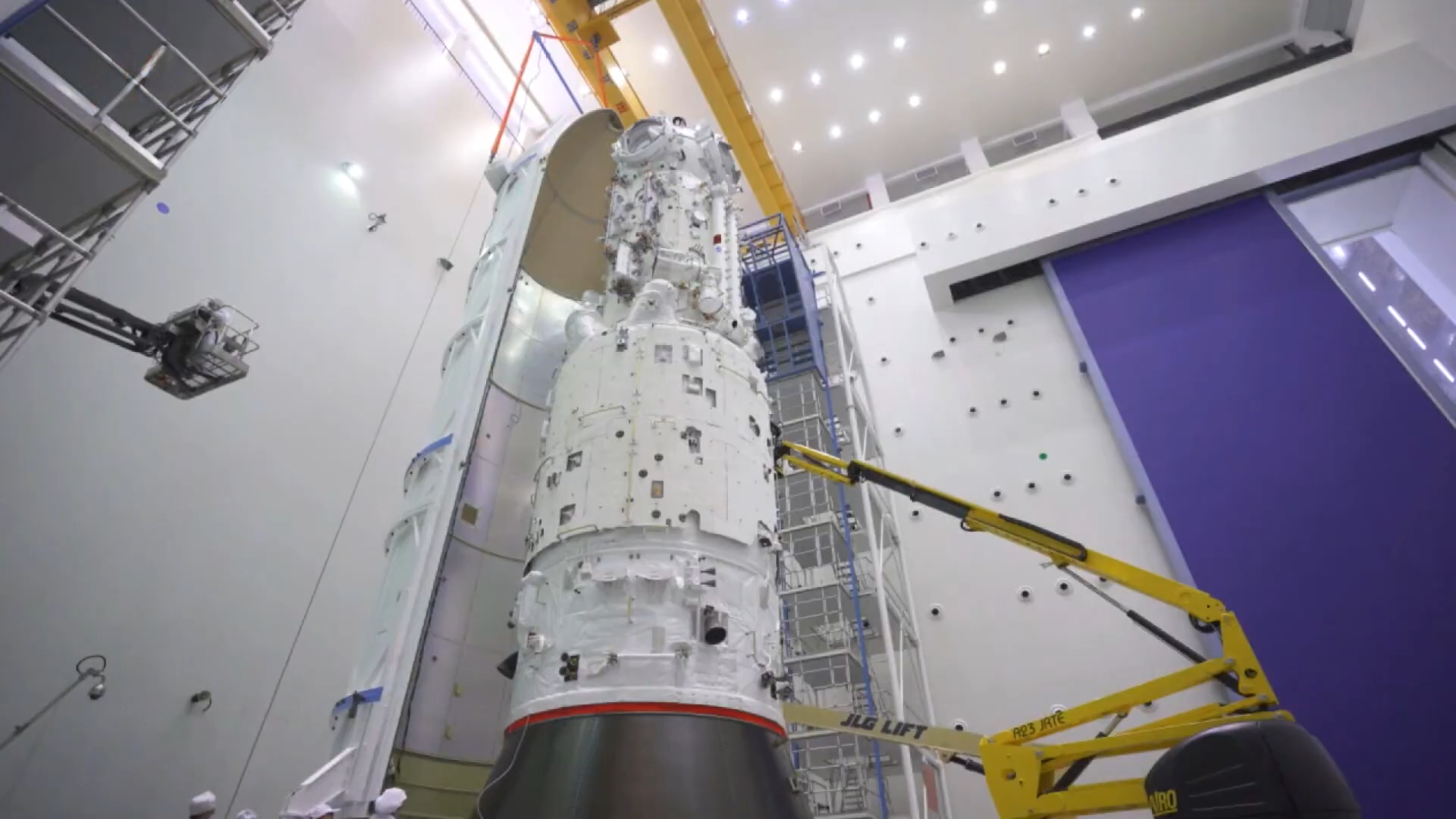
Le module Tianhe de la station spatiale chinoise dans la coiffe d'un lanceur Longue Marche 5B avant son lancement le 29 avril 2021.

La coiffe, dans le domaine de l'astronautique, est l'extrémité antérieure, à profil aérodynamique, d'un lanceur ou d'une fusée-sonde, destinée à assurer la protection de la charge utile, au début de la séquence de vol.
La coiffe remplit plusieurs objectifs :
- Située à l'extrémité de la fusée elle constitue un carénage profilé qui atténue les forces aérodynamiques qui s'exercent sur le lanceur durant le vol.
- Elle protège la charge utile des intempéries et des conditions de température ou d'humidité extrêmes au sol et en vol.
- Elle empêche les forces aérodynamiques de s'exercer directement sur la charge utile durant la traversée des couches atmosphériques basses
- Elle isole la charge utile sur le plan thermique lorsque, durant le vol, l'extrémité de la fusée est portée à des températures élevées à cause des forces de frottement
- Elle protège la charge des vibrations générées par les moteurs-fusées.

La coiffe est réalisée en alliage léger (aluminium) ou en matériau composite (fibre de carbone,..). Elle est généralement constituée de deux demi coquilles tapissées à l'intérieur de matériau isolant.
La coiffe est larguée dès que  la densité de l'air est suffisamment basse pour que les forces aérodynamiques engendrées ne puissent pas endommager la charge utile. La coiffe doit être supprimée le plus tôt possible car du fait de sa masse (près de 3 tonnes pour la fusée Ariane) elle pèse sur les performances du lanceur. Sur la fusée Ariane 5 par exemple, la séparation a lieu à une altitude de 110 km. Différents mécanismes sont utilisés pour réaliser la séparation : dispositifs pyrotechniques, ressorts,… La séparation est une phase délicate qui, dans certains cas, échoue et entraine l'échec de la mission.
Certains lanceurs lourds disposent de coiffes de plusieurs dimensions pour permettre l'emport de charges utiles de dimensions variées.  
Les termes correspondants en anglais sont nose fairing, Payload fairing, shroud et nosecone.

## Référence
Droit français : arrêté du 20 février 1995 relatif à la terminologie des sciences et techniques spatiales.